# Alick Buchanan-Smith
Alick Laidlaw Buchanan-Smith PC (* 8. April 1932 in Edinburgh; † 29. August 1991) war ein schottischer Politiker und Minister der Conservative Party.

## Ausbildung und Familie
Der zweite Sohn von Alick Drummond Buchanan-Smith, Baron Balerno, und Mary Kathleen Smith wurde 1951 Soldat im Regiment der „Gordon Highlanders“.

## Mitglied des Unterhauses
Buchanan-Smith kandidierte 1959 zunächst erfolglos für den Wahlkreis Fife West. 1964 wurde er für den Wahlkreis North Angus and Mearns in das House of Commons gewählt und vertrat diesen Wahlkreis dort bis 1983. Nach der Evision der Wahlkreise wurde sein Wahlkreis abgeschafft. Anschließend war er bis zu seinem Tode Abgeordneter des Unterhauses für den Wahlkreis Kincardine and Deeside.

## Mitglied der Regierung
Zusammen mit George Younger und Hector Monro war er von 1970 bis 1974 im Kabinett von Edward Heath im als Parlamentarischer Unterstaatssekretär im Schottlandministerium tätig. In den Kabinetten von Margaret Thatcher war er zunächst von 1979 bis 1983 Staatsminister im Ministerium für Landwirtschaft, Fischerei und bis 1987 anschließend Staatsminister im Energieministerium. In beiden Ämter war er Vertreter von Minister Peter Walker. 1981 wurde er in das Privy Council aufgenommen.
In Erinnerung an ihn wird der „Alick Buchanan Smith Spirit of Enterprise Award“ verliehen, der Betriebe mit neuen Ideen und lokalem Bezug fördern soll.